# Lymeon pilosus
Lymeon pilosus là một loài tò vò trong họ Ichneumonidae.